# Syndrome du célibat
Le syndrome du célibat (セックスしない症候群, sekkusu shinai shōkōgun) est une hypothèse des médias selon laquelle un nombre croissant d'adultes japonais auraient perdu tout intérêt pour les relations sexuelles, ainsi que pour les relations amoureuses, les rendez-vous galants et le mariage. La théorie est née de personnalités inconnus des « médias japonais » selon la journaliste Abigail Haworth du Guardian. Elle est apparue dans les médias anglais en 2013, mais a ensuite été réfutée par plusieurs journalistes et blogueurs,,,,.

## Constatation et origine du phénomène
En plus du célibat, la théorie englobe également le déclin du nombre de mariages et la baisse du taux de natalité au Japon. Selon des enquêtes menées par l'Association japonaise pour l'éducation sexuelle, entre 2011 et 2013, le nombre d'étudiantes ayant déclaré être vierges a augmenté. En outre, des enquêtes menées par l'Association japonaise de planification familiale (AJPF) ont relevé un grand nombre de femmes japonaises ayant déclaré qu'elles « n'étaient ni intéressées, ni repoussées par le contact sexuel ». Parallèlement, des enquêtes menées par l'Institut national de recherche sur la population et la sécurité sociale au Japon en 2008 et 2013 ont révélé que le nombre d'hommes et de femmes japonais déclarant ne pas avoir de relations amoureuses avait augmenté de 10%,.
La théorie attribue deux causes possibles à ces constatations : les deux dernières décennies de stagnation économique ainsi qu'une forte inégalité entre les sexes au Japon.

## Critique
Un critique a accusé The Guardian et d'autres médias d'utiliser des données « choisies » pour faire une déclaration sensationnelle faisant appel à la notion occidentale d'un « Japon étrange ». Une autre critique pointe vers des statistiques contraires qui indiquent que les jeunes Japonais ont des rapports sexuels plus fréquemment qu'avant. En outre, l'une des enquêtes sur lesquelles la théorie se base a été critiquée comme ayant un nombre de sujets nécessaires statistiquement invalide. Dans cette enquête, seuls 60 répondants (âgés de 16 à 19 ans) ont affirmé avoir une aversion au sexe, et seulement 126 répondants ont été utilisés pour représenter la jeune population japonaise (de 16 à 19 ans), qui était évalué à près de 6 millions d'individus en 2014. Une autre critique souligne que, bien que la théorie associe l'absence de sexualité à un faible taux de natalité, d'autres ont démontré que ceux-ci n'étaient pas corrélés.